# 韦奕
韦奕（1999年6月2日—），江苏盐城人，国际象棋特级大师。
韦奕被中国国象队总教练叶江川誉为“天才少年”，11岁时他便获得了三个全国冠军。2013年晋升为国际象棋特级大师，打破了中国棋手晋升特级大师的最小年龄纪录。之后，又先后成为世界上获得国际棋联等级分2600分、2700分的最年轻棋手。2014年，他作为国家队队员帮助中国队获得第41届国际象棋奥林匹克团体冠军。2015年，韦奕闯进国际象棋世界杯八强，创造了中国男棋手在世界杯上的最佳战绩。同年，他在中国国际象棋棋王棋后赛决赛中以一胜一和击败卜祥志，又成为了最年轻的中国棋王头衔获得者。